# Mathieu Herbin
Pour les articles homonymes, voir Herbin.
Mathieu Herbin, ou Louis-Frédéric Herbin, né le 5 juin 1734 à Chambly (Nouvelle-France), mort le 2 juillet 1823 à Alençon (Orne), est un général de brigade de la Révolution française.

## États de service
Il entre en service en 1748, en tant que cadet au Canada, il devient enseigne en 1757, et il sert sous le général Montcalm pendant les opérations en Nouvelle-France.
De retour en France avec son père, ancien commandant du Fort Chambly de 1744 à 1745, il est nommé capitaine au régiment provincial d’Alençon en 1772. Il est fait chevalier de Saint-Louis en 1777, et en 1778, il reçoit son brevet de chef de bataillon au régiment de Conti. Il est nommé lieutenant-colonel le 22 janvier 1779, et il est admis à la retraite en 1789.
Il reprend du service comme commandant de la Garde nationale d’Alençon, et il est promu général de brigade le 1er mars 1791. Après avoir participé à la guerre en Vendée en 1795, il est admis à la retraite le 16 décembre 1796.
Il meurt le 2 juillet 1823 à Alençon.

## Sources
- (en) « Generals Who Served in the French Army during the Period 1789 - 1814: Eberle to Exelmans »
- Alex Mazas, Histoire de l'ordre royal et Militaire de Saint-Louis depuis son institution, jusqu'en 1830, Tome 2, Firmin Didot frère, Paris, 1860, p. 174.
- Côte S.H.A.T.: 4 YD 3672
- Benjamin Sulte, Le fort de Chambly, Ducharme, Montréal, 1922, p. 29-30.
- Dix, Les cahiers des Dix, numéro 25 à 26, Ducharme, Montréal, 1960, p. 116